# Cobbonchus pounamua
Cobbonchus pounamua är en rundmaskart. Cobbonchus pounamua ingår i släktet Cobbonchus och familjen Cobbonchidae. Inga underarter finns listade i Catalogue of Life.